# Colombie aux Jeux olympiques d'été de 2008
La Colombie participe aux Jeux olympiques d'été de 2008 à Pékin.

## Liste des médaillés colombiens

### Médailles d'or
| Sport              | Discipline | Sportifs | Performance |
| Médailles d'or : 0 |            |          |             |

### Médailles d'argent
| Sport                  | Discipline         | Sportifs      | Performance |
| Médailles d'argent : 2 |                    |               |             |
| Haltérophilie          | Moins de 62 kg (H) | Diego Salazar | 305 kg      |
| Haltérophilie          | Moins de 69 kg (F) | Leydi Solís   | 240 kg      |

### Médailles de bronze
| Sport                   | Discipline         | Sportifs           | Performance |
| Médailles de bronze : 1 |                    |                    |             |
| Lutte libre             | Moins de 55 kg (F) | Jackeline Renteria |             |

## Athlètes colombiens par sports

### Athlétisme
| Hommes - 100 m : - Daniel Grueso - 200 m : - Daniel Grueso - 400 m : - Geiner Mosquera - 110 m haies : - Paulo Villar - 20 km marche : - James Rendón - Luis Fernando Lopez - 50 km marche : - Rodrigo Moreno - Marathon : - Juan Carlos Cardona | Femmes - 100 m : - Yomara Hinestroza - 200 m : - Darlenys Obregon - 800 m : - Rosibel Garcia - Lancer de javelot : - Zuleima Araméndiz - Lancer de marteau : - Johana Moreno - 20 km marche : - Sandra Zapata - Marathon : - Bertha Sánchez |

#### Hommes
| Épreuve          | Athlète         | Séries   | Séries | Quarts de finale | Quarts de finale | Demi-finales | Demi-finales | Finale       | Finale |
| Épreuve          | Athlète         | Résultat | Rang   | Résultat         | Rang             | Résultat     | Rang         | Résultat     | Rang   |
| ---------------- | --------------- | -------- | ------ | ---------------- | ---------------- | ------------ | ------------ | ------------ | ------ |
| 100 mètres       | Daniel Grueso   | 10.35    | 4e Q   | 10.37            | 8e               | -            | -            | -            | -      |
| 200 mètres       | Daniel Grueso   | 21.15    | 7e     | -                | -                | -            | -            | -            | -      |
| 400 mètres       | Yeimer Mosquera | 46.59    | 7e     | -                | -                | -            | -            | -            | -      |
| 110 mètres haies | Paulo Villar    | 13.37    | 1er Q  | 13.46            | 3e Q             | 13.85        | 8e           | -            | -      |
| 20 km marche     | James Rendón    | NC       | NC     | NC               | NC               | NC           | NC           | 1h 24 min 41 | 31e    |
| 20 km marche     | Luis López      | NC       | NC     | NC               | NC               | NC           | NC           | 1h 20 min 59 | 9e     |
| 50 km marche     | Rodrigo Moreno  | NC       | NC     | NC               | NC               | NC           | NC           | 4h 03 min 52 | 34e    |

#### Femmes
| Épreuve           | Athlète           | Séries      | Séries | Quarts de finale | Quarts de finale | Demi-finales | Demi-finales | Finale       | Finale |
| Épreuve           | Athlète           | Résultat    | Rang   | Résultat         | Rang             | Résultat     | Rang         | Résultat     | Rang   |
| ----------------- | ----------------- | ----------- | ------ | ---------------- | ---------------- | ------------ | ------------ | ------------ | ------ |
| 100 mètres        | Yomara Hinestroza | 11.39       | 4e Q   | 11.66            | 7e               | -            | -            | -            | -      |
| 200 mètres        | Darlenys Obregón  | 23.33       | 5e Q   | 23.40            | 7e               | -            | -            | -            | -      |
| 800 mètres        | Rosibel García    | 2 min 01.98 | 2e Q   | NC               | NC               | 1 min 59.38  | 5e           | -            | -      |
| Marathon          | Bertha Sánchez    | NC          | NC     | NC               | NC               | NC           | NC           | 2h 47 min 02 | 62e    |
| 20 km marche      | Sandra Zapata     | NC          | NC     | NC               | NC               | NC           | NC           | 1h 36 min 18 | 34e    |
| Lancer du marteau | Johana Moreno     | 64,66m      | 17e    | -                | -                | -            | -            | -            | -      |
| Lancer du javelot | Zuleima Araméndiz | 54,71m      | 20e    | -                | -                | -            | -            | -            | -      |

### Aviron
Hommes
- 1 de couple :
  - Rodrigo Ideus

| Athlète(s)    | Compétition | Série         | Série | Quart de finale | Quart de finale | Demi-finale   | Demi-finale | Finale                 | Finale |
| Athlète(s)    | Compétition | Temps         | Rang  | Temps           | Rang            | Temps         | Rang        | Temps                  | Rang   |
| ------------- | ----------- | ------------- | ----- | --------------- | --------------- | ------------- | ----------- | ---------------------- | ------ |
| Rodrigo Ideus | Skiff       | 7 min 56 s 85 | 5e    | NC              | NC              | 7 min 29 s 71 | 2e          | Finale E 7 min 18 s 61 | 4e     |

### Boxe
Hommes
- 54 kg (poids coq) :
  - Jonathan Romero
- 60 kg (poids légers) :
  - Darleys Perez
- 81 kg (poids mi-lourd) :
  - Eleider Alvarez
- 91 kg (poids lourd) :
  - Blanco Julio
- + 91 kg (poids super-lourd) :
  - Oscar Rivas

| Athlète         | Catégorie                  | 16e de finale        | 8e de finale             | Quart de finale         | Demi-finale         | Finale              |
| Athlète         | Catégorie                  | Adversaire Résultat  | Adversaire Résultat      | Adversaire Résultat     | Adversaire Résultat | Adversaire Résultat |
| --------------- | -------------------------- | -------------------- | ------------------------ | ----------------------- | ------------------- | ------------------- |
| Jonathan Romero | Poids coqs (-54Kg)         | Mesbahi Défaite 3-11 | -                        | -                       | -                   | -                   |
| Darley Perez    | Poids légers (-60Kg)       | NC                   | Talasbayev Victoire 15-4 | Tishchenko Défaite 5-13 | -                   | -                   |
| Eleider Álvarez | Poids mi-lourds (-81Kg)    | NC                   | Jeffries Défaite 5-5+    | -                       | -                   | -                   |
| Deivis Julio    | Poids lourds (-91Kg)       | NC                   | M'Bumba Défaite 5-11     | -                       | -                   | -                   |
| Oscar Rivas     | Poids super-lourds (+91Kg) | NC                   | Pulev Victoire 11-5      | Cammarelle Défaite 5-9  | -                   | -                   |

### Cyclisme

#### BMX
Hommes
- Sergio Salazar
- Augusto Castro
- Andres Jimenez

| Athlète        | Compétition | Qualifications | Qualifications | Quarts de finale | Quarts de finale | Quarts de finale | Quarts de finale | Quarts de finale | Demi-finales | Demi-finales | Demi-finales | Demi-finales | Demi-finales | Finale   | Finale |
| Athlète        | Compétition | Résultat       | Rang           | Manche 1         | Manche 2         | Manche 3         | Total            | Rang             | Manche 1     | Manche 2     | Manche 3     | Total        | Rang         | Résultat | Rang   |
| -------------- | ----------- | -------------- | -------------- | ---------------- | ---------------- | ---------------- | ---------------- | ---------------- | ------------ | ------------ | ------------ | ------------ | ------------ | -------- | ------ |
| Sergio Salazar | BMX hommes  | 36 s 145       | 6e             | 7                | 3                | 5                | 15               | 5e               | -            | -            | -            | -            | -            | -        | -      |
| Augusto Castro | BMX hommes  | 36 s 301       | 7e             | 4                | 4                | 6                | 14               | 5e               | -            | -            | -            | -            | -            | -        | -      |
| Andrés Jiménez | BMX hommes  | 36 s 339       | 9e             | 2                | 5                | 4                | 11               | 4e               | 4            | 4            | 5            | 13           | 4e           | 39 s 137 | 4e     |

#### Piste
| Hommes - Poursuite individuelle : - Carlos Alzate - Poursuite par équipes : - Juan Esteban Arango, Arles Castro, Juan Pablo Forero et Jairo Perez | Femmes - Poursuite individuelle : - María Luisa Calle - Course aux points : - María Luisa Calle |

| Athlète             | Compétition                      | Qualification                | Qualification                | Demi-finales             | Match pour le bronze     | Match pour le bronze | Finale                   | Finale |
| Athlète             | Compétition                      | Temps Vitesse                | Rang                         | Adversaire Temps Vitesse | Adversaire Temps Vitesse | Rang                 | Adversaire Temps Vitesse | Rang   |
| ------------------- | -------------------------------- | ---------------------------- | ---------------------------- | ------------------------ | ------------------------ | -------------------- | ------------------------ | ------ |
| Carlos Alzate       | Poursuite individuelle masculine | Burke Défaite 4 min 35 s 154 | Burke Défaite 4 min 35 s 154 | -                        | -                        | -                    | -                        | -      |
| Juan Esteban Arango | Poursuite par équipes            | 4 min 11 s 397               | 10e                          | -                        | -                        | -                    | -                        | -      |
| Arles Castro        | Poursuite par équipes            | 4 min 11 s 397               | 10e                          | -                        | -                        | -                    | -                        | -      |
| Juan Pablo Forero   | Poursuite par équipes            | 4 min 11 s 397               | 10e                          | -                        | -                        | -                    | -                        | -      |
| Jairo Pérez         | Poursuite par équipes            | 4 min 11 s 397               | 10e                          | -                        | -                        | -                    | -                        | -      |

#### Route
Hommes
- Contre la montre :
  - Santiago Botero
- Course sur route :
  - Rigoberto Urán
  - José Serpa
  - Santiago Botero

| Athlète         | Compétition      | Temps         | Rang |
| --------------- | ---------------- | ------------- | ---- |
| Santiago Botero | Course en ligne  | 6 h 24 min 01 | 6e   |
| José Serpa      | Course en ligne  | 6 h 26 min 27 | 40e  |
| Santiago Botero | Contre-la-montre | 1 h 06 min 35 | 24e  |

#### VTT
Hommes
- Cross country :
  - Leonardo Páez

| Athlète       | Compétition              | Temps           | Rang |
| ------------- | ------------------------ | --------------- | ---- |
| Leonardo Páez | Cross-country VTT hommes | 2 h 06 min 46 s | 26e  |

### Équitation
Mixte
- Saut d'obstacles individuel :
  - Manuel Torres

### Gymnastique

#### Artistique
| Hommes - Qualifications : - Jorge Hugo Giraldo | Femmes - Qualifications : - Nathalia Sanchez |

### Haltérophilie
| Hommes - 56 kg : - Sergio Rada - 62 kg : - Oscar Figueroa - Diego Salazar - 69 kg : - Edwin Mosquera - Luis Miguel Pineda - 85 kg : - Carlos Andica | Femmes - 63 kg : - Mercedes Isabel Perez - 69 kg : - Tulia Angela Medina - Leydi Solís - 75 kg : - Ubaldina Valoyes |

### Judo
| Hommes - 81 kg : - Mario Valles | Femmes - 70 kg : - Yuri Alvear |

### Lutte

#### Libre
| Hommes - 55 kg : - Fredy Serrano - 84 kg : - Jarlis Mosquera | Femmes - 55 kg : - Jackeline Renteria |

### Natation
| Hommes - 50 m nage libre : - Camilo Becerra - 200 m nage libre : - Julio Cesar Galofre - 100 m papillon : - Camilo Becerra - 200 m papillon : - Omar Pinzon - 100 m dos : - Omar Pinzon - 200 m dos : - Omar Pinzon - 200 m 4 nages individuel : - Omar Pinzon - 400 m 4 nages individuel : - Omar Pinzon | Femmes - 50 m nage libre : - Carolina Colorado - 100 m papillon : - Carolina Colorado - 100 m dos : - Carolina Colorado - 200 m 4 nages individuel : - Erika Stewardt |

### Plongeon
| Hommes - Tremplin 3 m : - Juan Guillermo Uran - Haut-vol 10 m : - Juan Guillermo Uran - Haut-vol 10 m synchronisé : - Victor Ortega et Juan Guillermo Uran | Femmes - Tremplin 3 m : - Diana Isabel Pineda |

### Taekwondo
Femmes
- - 49 kg :
  - Gladys Mora
- - 57 kg :
  - Doris Patino

### Tennis de table
Femmes
- Simple :
  - Paula Medina

### Tir
Hommes
- Skeet :
  - Diego Duarte Delgado

### Tir à l'arc
Femmes
- Epreuve individuelle :
  - Sigrid Romero
  - Ana Maria Rendon
  - Natalia Sanchez
- Epreuve par équipes :
  - Sigrid Romero, Ana Maria Rendon et Natalia Sanchez

### Voile
Hommes
- RS:X :
  - Santiago Grillo